# Хайнрих фон Шьонекен
Хайнрих фон Вианден-Шьонекен (на немски: Heinrich von Vianden, Herr zu Schönecken; † сл. 1296) от род Вианден е господар на Шьонекен в Западен Айфел, Рейнланд-Пфалц, основател на „линията фон Шьонекен“.
Той е единствен син на граф Фридрих фон Вианден, господар на Шьонекен († 1247) и съпругата му Елизабет фон Салм († пр. 1263), дъщеря на граф Хайнрих III фон Салм († 1228) и Маргарета де Бар-Мусон († сл. 1259), дъщеря на граф Теобалд I де Бар. Внук е на граф Хайнрих I фон Вианден († 1252) и Маргьорит дьо Куртене-Намюр († 1270), маркграфиня на Намюр, дъщеря на латинския император на Константинопол Пиер дьо Куртене и Йоланда Фландърска. Племенник е на Хайнрих фон Вианден († 1267), княжески епископ на Утрехт (1249 – 1267).
През 1264 г. Хайнрих фон Вианден взема замък Шьонекен за резиденция и се нарича „господар фон Шьонекен“. През 1288 г. син му Герхард I фон Шьонекен убива в конфликт два монаха от Прюм.
През 1370 г. с Йохан господарите фон Шьонек измират по мъжка линия. През 1384 г. Шьонекен отива на Курфюрство Трир. Замъкът става жилище на курфюрстите.

## Фамилия
Хайнрих фон Вианден се жени пр. 1 май 1282 г. за Юта фон Бланкенхайм († сл. 1284), дъщеря на Фридрих I фон Бланкенхайм († сл. 1275) и графиня Мехтилд фон Близкастел († сл. 1258). Те имат децата:
- Герхард I фон Шьонекен († 1317), женен ок. 1289 г. за графиня Мехтилд фон Насау († пр. 29 октомври 1319), дъщеря на граф Ото I фон Насау († 1290) и Агнес фон Лайнинген († 1299/1303).
- Хайнрих фон Шьонекен († 1342), абат на Прюм
- Алайдис фон Шьонекен († сл. 1291)

Хайнрих фон Вианден се жени се жени втори път пр. 8 октомври 1291 г. за Беатрикс де Хуфалице († сл. 1293), вдовица на Хайнрих II фон Мирварт († пр. 1291), дъщеря на Хенри I де Хуфализе, Боланд, Рикхолт и Гронсвелд († 1277) и Изабела де Хотвил († сл. 1272). Бракът е бездетен.